# Панько, Сергей Юрьевич
Сергей Юрьевич Панько (род. 7 февраля 1975) — российский футболист, игрок в мини-футбол. Известен многолетними выступлениями за новосибирский клуб «Сибиряк». Выступал за сборную России по мини-футболу.

## Биография
Сергей дебютировал в футболе в составе новосибирского клуба «Чкаловец». Молодой игрок провёл в нём три сезона, выйдя на поле в 22 матчах, после чего перешёл в мини-футбольный клуб «Сибиряк». Сразу же Панько стал одним из лидеров команды. В сезонах 1994/95 и 1995/96 он входил в десятку лучших бомбардиров всего чемпионата (10 и 7 место соответственно).
Успехи молодого игрока не оставались незамеченными тренерами сборной России по мини-футболу. Панько дебютировал в ней в августе 1995 года в матче против сборной Словакии. После этого он ещё несколько раз привлекался к товарищеским матчам, пока в декабре 1998 года не дебютировал в официальном матче против сборной Греции в рамках отбора на чемпионат Европы 1999 года. В той игре Сергей сделал хет-трик, однако в состав на чемпионат, ставший для россиян победным, в итоге не попал, да и вообще больше не привлекался к играм сборной. Всего он провёл за неё 14 матчей и забил 8 мячей.
Летом 1997 года Панько вместе с одноклубником Дмитрием Яичниковым перешёл в челябинский «Феникс», однако после не самого удачного сезона они вернулись в Новосибирск. Один сезон они провели в Первой лиге, куда «Сибиряк» опустился в отсутствие лидеров, но уже на следующий год вернулись в элиту. Сезон спустя Сергей перешёл в югорский клуб «ТТГ-Ява», где провёл три года, после чего вернулся в новосибирскую команду, к тому времени опустившуюся во второй по уровню дивизион. Панько продолжал выступал в ней вплоть до расформирования команды в 2006 году. Затем он провёл один сезон в другом новосибирском клубе НЦВСМ, после чего завершил профессиональную карьеру.